# 쓰루미오노역
쓰루미오노역(일본어: 鶴見小野駅, つるみおのえき)은 일본 가나가와현 요코하마시 쓰루미구에 있는, 동일본 여객철도의 철도역이다. 쓰루미 선이 지나간다.

## 역 구조
상대식 2면 2선 구조의 지상역이다. 상행선 쪽과 하행선 쪽에서 별도의 역사를 운영하고 있으며, 역 앞뒤로 건널목이 있기 때문에 승강장을 횡단할 수 없다. 무인역이며, 간이 개찰기에서 스이카 및 제휴 교통카드의 사용이 가능하다.

### 승강장
| 1 | ■ 쓰루미 선 | 오기마치 · 우미시바우라 · 오카와 방면 |
| 2 | ■ 쓰루미 선 | 쓰루미 방면                           |

## 역사
- 1936년 12월 8일 - 쓰루미 임항 철도의 고교갓코마에 정류장으로 개업하였다.
- 1943년 7월 1일 - 국유화에 따라 일본국유철도의 소속이 되었다. 보통역으로 승격하였으며, 역이름도 "쓰루미오노"로 바뀌었다.
- 1987년 4월 1일 - 민영화에 따라 동일본 여객철도의 소속이 되었다.
- 2002년 3월 22일 - 스이카의 사용이 가능해졌다.

## 인접역
| 동일본 여객철도 쓰루미 선 | 동일본 여객철도 쓰루미 선 | 동일본 여객철도 쓰루미 선                            |
| ------------------------- | ------------------------- | ---------------------------------------------------- |
| JI 02 고쿠도 쓰루미 방면  | 쓰루미 선                 | JI 04 벤텐바시 오기마치 · 우미시바우라 · 오카와 방면 |